# Giacomo Carissimi
Giacomo Carissimi, italijanski skladatelj in organist, * (krstni datum) 18. april 1604, Marino, † 12. januar 1674, Rim.
Točen datum rojstva ni znan. O njegovem otroštvu ni skoraj nič znanega. Njegov oče je bil sodar in mladi Giacomo se pojavi v glasbeni zgodovini kot mlad organist. Prvo izpričano delovno mesto je bilo v tivolski katedrali. Leta 1628 pa je že deloval kot kapelnik v romarskem Assisiju.
Večji del svojega življenja je bil dirigent pri cerkvi San Apolinare v Rimu, ki pripada zavodu Germanik. Leta 1637 je bil posvečen v duhovnika. Carissimi je najpomembnejši skladatelj latinskih oratorijev, ki so se razvili iz srednjeveških liturgičnih dram in latinskih dialogov. Besedila so bila vzeta iz stare zaveze svetega pisma .
Carissimi je uvedel v oratorij pripovednika, ki pripoveduje vezni tekst (recitativo) solistično, ali v duetu. Redko prevzame to vlogo pevski zbor. Njegovi zbori so harmonsko preprosti, a učinkoviti. Skladatelj je pogosto uporabljal tudi tonsko slikanje. Instrumentacija je bila skromna (verjetno so bile krive razmere v katerih je deloval). Neglede na to Carissimi doseže v svojih delih veliko izpovedno moč.
Veliko je prispeval tudi k razvoju kantate. Leta 1639 je napisal teoretični priročnik Ars cantandi.

## Dela

### Oratoriji
- Jefte
- Historia di Abraham et Isaac, Lucifer, Vir frugi et pater familias

### Sakralni koncerti
- Arion Romanus Liber
- Sacrum cantionum (1670)

### Maše
Missae quinque et novem vocum (1665)